# Godfrey Nzamujo
Godfrey Nzamujo (Kano, 1950) is een Nigeriaanse theoloog, filosoof en ingenieur  en stichter van het "Songhaï Centre".

## Leven
Godfrey Nzamujo was naar Californië (Verenigde Staten) vertrokken om te studeren. Hier studeerde hij landbouwkunde, economie en informatica. Alles leek te leiden naar een carrière als onderzoeker en docent in verschillende wetenschappelijke richtingen.
Echter op een avond in zijn universiteitscampus in Damascus (Californië) had hij een droom. De droom was in de vorm van een parabel, een erg Afrikaanse parabel. In het kort ging de droom over een man die uitgezonden werd om een afgelegen dorp in nood te helpen, maar nooit naar zijn thuisdorp terugkeerde omwille van de vele verleidingen in het dorp. Hij vergat als het ware de noden van zijn thuisdorp en vestigde zich in het nieuwe dorp. Toen hij wakker werd van deze droom vroeg Godfrey Nzamujo zich af wat hij eigenlijk deed in Californië. Hij was daarnaartoe gestuurd door zijn mensen en zijn kerk, zodat hij zichzelf kon verbeteren. Maar in plaats daarvan werd hij gevangen in het zelfzuchtig studeren en behalen van het ene diploma na het andere en het leven van de Californische versie van het hedonistische leven.
Daarom besloot hij in 1985 om terug te keren naar Afrika. Daar stichtte hij het "Songhaï Centre", genoemd naar een van de grote pre-koloniale onafhankelijke Afrikaanse rijken.
Godfrey Nzamujo's principe was: "De enige manier om armoede te bestrijden is om de arme mens in een actieve schepper om te vormen." Zijn manier om dit te doen was door een levende en educatieve omgeving te creëren waar alledaagse Afrikanen konden komen om technieken te leren die hen helpen om zelf beter te worden. Hier kon Godfrey Nzamujo al zijn theoretische kennis over mechaniek, elektriciteit, boeren, economie, handel en veeteelt toepassen in iets praktisch.
In 2002 publiceerde hij een boek "Songhaï When Africa Lifts up its Head"

## Prijzen en onderscheidingen
Priester Nzamujo heeft verscheidene onderscheidingen gekregen:
- Lidmaatschap van de V.N. Onafhankelijke Commissie
- Afrika prijs voor leiderschap voor duurzame beëindiging van hongersnood (samen met de Ghanese President Rawlings) in 1993
- Jesuit Honors Award
- Engineering Honors Award (California)